# 이트리아 안정화 지르코니아

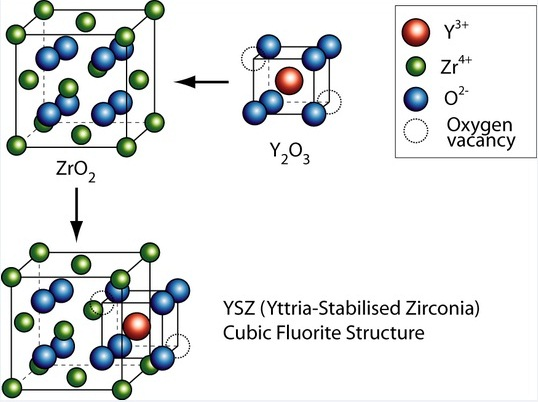
이트리아 안정화 지르코니아(YSZ)의 결정 구조

이트리아 안정화 지르코니아(Yttria-stabilized zirconia, YSZ)는 산화지르코늄(지르코니아)에 산화이트륨(이트리아)을 첨가하여 상온에서도 안정하도록 만든 세라믹 재료이다.
지르코니아에 이트리아가 첨가됨으로써 Zr4+이온 중 일부가 Y3+로 대체된다. 이에 따라 4개의 O2- 이온 대신 3개의 O2- 이온으로 대체되며 결과적으로 산소빈자리(oxygen vacancy)가 만들어진다. 이렇게 생성된 산소빈자리 때문에 이트리아 안정화 지르코니아는 O2-이온 전도성을 갖게 되며 온도가 높을수록 전도도가 좋아진다. 이러한 특징은 고온에서 동작하는 고체산화물 연료전지에서 유용하게 쓰인다.

## 용도
YSZ는 여러 가지 용도로 쓰인다:
- 높은 경도와 화학적 안정성이 필요한 곳(예: 치관)
- 내화물 (예: 제트엔진)
- 가스 터빈의 단열 코팅재
- 이온전도성을 이용한 전자세라믹스 (예: 배기 가스에 산소가 있는지 측정, 고온의 물에서의 pH측정, 연료전지)
- 고체산화물 연료전지
- 높은 경도와 단결정의 광학적 특성으로 인해 보석으로도 쓰인다, 큐빅 참조
- Boker사와 Kyocera사의 비금속 칼날 재료
- In water-based pastes for do-it-yourself ceramics and cements. These contain microscopic YSZ milled fibers or sub-micrometer particles, often with potassium silicate and zirconium acetate binders (at mildly acidic pH). The cementation occurs on removal of water. The resulting ceramic material is suitable for very high temperature applications.
- YSZ doped with rare-earth materials can act as a thermographic phosphor and a luminescent material.[1]

관련된 재료로 산화칼슘-, 산화마그네슘(마그네시아)-, 산화세륨(세리아)-, 산화알루미늄(알루미나)-안정화 지르코니아와 partially-stabilized zirconias(PSZ)가 있다. 또한 안정화 산화하프늄도 알려져 있다.

## 같이 보기
- 큐빅
- 소결

## 추가 문헌
- D.J. Green; Hannink, R.; Swain, M.V. (1989). 《Transformation Toughening of Ceramics》. Boca Raton: CRC Press. ISBN 0-8493-6594-5.
- X. Chen, Z. Mutasim, J. Price, J. P. Feist, A. L. Heyes and S. Seefeldt (2005), 'Industrial sensor TBCs: Studies on temperature detection and durability', International Journal of Applied Ceramic Technology, Vol. 2, No. 5, pp. 414–421.
- J. P. Feist, A. L. Heyes and J. R. Nicholls (2001), 'Phosphor thermometry in an electron beam physical vapour deposition produced thermal barrier coating doped with dysprosium', Proceedings of Institution of Mechanical Engineers, Vol. 215 Part G, pp. 333–340.